# 투룬 팔로세우라
투룬 팔로세우라(Turun Palloseura, 약칭 TPS)는 1922년에 창단된 핀란드 투르쿠의 축구 클럽으로, 현재 베이카우스리가에서 활동하고 있다.

## 성적
- 베이카우스리가 우승

우승 (8): 1928, 1939, 1941, 1949, 1968, 1971, 1972, 1975
- 핀란드 컵 우승

우승 (3): 1991, 1994, 2010

## 선수 명단

### 현역
참고: FIFA 자격 규정에 따라 소속된 국가대표팀 국기를 표시합니다. 선수는 복수의 FIFA 비회원국 국적을 가지고 있을 수 있습니다.
| 번호 | 포지션 | 국적 | 이름          |
| ---- | ------ | ---- | ------------- |
| 14   | MF     |      | 카와키타 에무 |

| 번호 | 포지션 | 국적   | 이름          |
| ---- | ------ | ------ | ------------- |
| 30   | DF     | 코소보 | 알비혼 무자치 |

## 역대 감독
| 감독            | 임기        |
| --------------- | ----------- |
| 믹수 파텔라이넨 | 2006 ~ 2007 |
| 요나탄 요한손   | 2020 ~      |